# ピケ (トランプゲーム)
ピケ（フランス語: piquet）は、フランスを発祥地とする2人向けの歴史的なトリックテイキングゲームである。切り札がなく手役のあるプレイントリックゲームに属する。
32枚のトランプを使い、12枚の手札を使って行うゲームで、32枚ひと組のトランプを「ピケ・デック」というのはこのゲームに由来する。現在はピケそのものは廃れてしまったが、ピケの影響を受けた32枚（または36枚）のカードを使って行うゲームは、今でもヨーロッパ各地で行われている。

## 歴史
ピケの名前はラブレーの「ガルガンチュワ物語」（1534年）のゲームのリストの中に「picquet」として見えるのが初出であるが、これが後世のピケと同じルールであったかどうかは明らかでない。
17世紀には、カード数が36枚である以外は現在とほぼ同様のルールになっていた。フランスだけでなく、イギリスやドイツなどでも盛んに行われていた。18世紀はじめのイギリスでピケはオンブルと並ぶ流行のゲームであった。
数世紀にわたって代表的な2人向けのトランプゲームでありつづけたが、1920年代以降は衰退に向かった。
ピケの後身と言えるゲームにはベジーク（英語版記事）がある。ピノクルはベジークの後身であるが、ポイントトリックゲームに変化している。

## 名称
「ピケ」という名前の由来はよくわかっていない。
フランス語では「ピケ」と発音し、最後の「t」は発音しない。英語では「t」を発音することも、フランス語風に /piːˈkeɪ/ と発音することもある。

## 古典的ルール
ピケのルールは時代と地方により差があるが、ここでは古典的なルールを説明し、19世紀後半以降に主流になったルビコン・ピケについてはバリエーションとして後述する。
2人で競技し、通常のトランプから2・3・4・5・6を抜いた32枚のカードを使用する。カードの強弱は通常と同様に
A > K > Q > J > 10 > 9 > 8 > 7
となる。
2人はまずカードを1枚ずつ抜いて、少ない方が最初のディーラーになる。以降のプレイでは交代にディーラーになる。
ディーラーは自分と相手にそれぞれ12枚の手札を配る。残った8枚は山札としてテーブル上に伏せておく。
手札の交換・手役の宣言・最初のトリックのリードは、いずれもディーラーでない側（英語: Elder、フランス語: le premier）が先に行う。この記事では、便宜上ディーラーを親・ディーラーでない側を子と呼ぶ。

### カルト・ブランシュ
配られたカードの中に絵札（K・Q・J）が1枚もないとき、カルト・ブランシュ（フランス語: cartes blanches、素札）を宣言することにより、10点が得られる。カルト・ブランシュは手札を交換する前に宣言しなければならない。宣言する時には手札を相手に一瞬だけ見せて、すぐに元に戻す。

### 手札の交換
子から順に、手札の中の不要なカードを捨てて、8枚の山札からかわりのカードを補充することができる。子は最大5枚を交換できる（ほとんどの場合は5枚交換する）。親は子が交換した残りの数（子が5枚交換したら3枚）まで交換できる。
両者が交換を終了した後にまだ余った山札がある場合、親はその山札を表にして両者に見せることができるし、裏返しにしたままにすることもできる。

### 手役の宣言
次に手役（メルド）がある場合はそれを宣言する。ピケの手役の宣言のしかたは風変りで、カードを見せることはせず、以下の手順によって行う。
1. 子が、手役を構成する枚数を宣言する
2. 親は、自分がそれより短い手役しかない場合「よし（フランス語: c'est bon）」、同じ長さの手役を自分も持っているときは「同じ（フランス語: égal）」、自分のほうが長いときは「もっと（フランス語: mieux）」という。英語ではそれぞれ「good / equal / not good」という。
3. 親が「同じ」と言ったときは、子は手役を構成するカードの最大のランクを宣言する
4. 親は再び「よし・同じ・もっと」のいずれかを言う。

よりよい手役を持っている側のみが得点を得られる。親と子の手役のよさが等しい場合はどちらも得点を得ない。
手役の種類には以下の3種類があり、この順に宣言を行う。
1. 点（フランス語: point）。もっとも枚数の多いスートの枚数を比較する。枚数が同じときは、その中の最大のカードを比較する。カードはAが11点・絵札が10点・それ以外はそのカードのランクを宣言する。比較に勝った側が1枚あたり1点を得る。
2. シーケンス（フランス語: séquence）。同じスートでランクの連続した3枚以上のカード。最大の長さを比較する。枚数が同じときは、その中の最大のカードのランクを比較する。比較に勝った側は、3枚なら3点・4枚なら4点・5枚以上は枚数+10点を得る。シーケンスを2つ以上持っている場合、勝った側はすべてのシーケンスについて同様に計算する。
3. 3枚または4枚の同一ランクのカード。枚数と、等しければランクを比較する。比較に勝った側は、3枚なら3点、4枚なら14点を得る。これも複数あったらそのすべてについて同様に計算する。

### プレイ
プレイは切り札のない通常のトリックテイキングゲームに従う。マストフォロールールが存在する。
最初のトリックは子がリードする。トリックに勝っただけでは点数は得られず、10以上のランクのカードを使用する必要がある。
- 10以上のカードをリードしたら（そのトリックに勝っても負けても）1点。
- 10以上のカードでフォローして、そのトリックに勝ったら1点。
- 最後のトリックに勝ったら1点。

### プレイ後のスコア計算
- 7つ以上のトリックに勝ったら10点。
- すべてのトリックに勝ったら40点（最終トリックの1点・7つ以上のトリックに勝ったときの10点とは複合しない）。これをカポ（フランス語: capot）という。

### ピークとルピーク
- プレイ中に片方の点数が30点以上になり、もう一方が0点のときは、ピーク（フランス語: pique）といって、30点以上になった側に追加の30点が与えられる。プレイ後に計算されるスコア（7トリック以上取ったときの10点またはカポの40点）はピークには影響しない。
- プレイがはじまる前に片方の点数が30点以上になり、もう一方が0点のときは、ルピーク（フランス語: repique）といって、30点以上になった側に追加の60点が与えられる。

### ゲームの終了
どちらかの得点が100点以上になったら、そこでゲームが終了し、得点の多い側が1勝をあげたことになる。ただし、負けた側の点数が50点未満ならば、2勝をあげたことになる。
先に3勝した側が最終的な勝利者となる。

## ルビコン・ピケ
19世紀後半から、ルビコンというルールが主流になり、単に「ピケ」と言えばこのルールを指すようになった。基本的なルールは通常のピケと同じだが、100点先取ではなく、6回のプレイで点数が高い側の勝ちとする。このとき、負けた側の点数が100点以上ならば、負けた側は両者の得点の差+100点を支払う。しかし負けた側の点数が100点未満なら、負けた側は両者の得点の和+100点を支払わなければならない。負けた側が100点以上になることが運命の分かれ道であり、これを「ルビコン川を渡る」と表現した。
ルビコン・ピケはほかにもいくつか古典ルールとの違いがある。主な違いは以下のとおり。
- 手札交換は必ず1枚以上しなければならない。
- トリックのリードおよびフォローによる勝利は10以上のカードを出さなくても得られる
- したがって、ピークを得られるのは子だけである（子は第一トリックをリードすることによって必ず1点を得られるため）

## 「はた迷惑な人たち」とピケ
モリエールの劇「はた迷惑な人たち（Les Fâcheux）」の第2幕第2場は、ピケで大失敗したプレイを詳細に記している。当時のルールでは36枚のカードを使っており、6がある。それ以外は上に記した古典的ルールと大差ない。
アルシップとサン・ブーヴァンの試合で、アルシップは相手にピークを食らわない限り勝てる状況にあった。その時のプレイはアルシップが親で、最初の手札はかなりよく、以下のようなものだった。
A♣ A♥ K♥ J♥ 10♥ 8♥ Q♠ 10♠ K♦ Q♦ （残り2枚不明、クラブか）
アルシップは手札交換のときにダイヤとスペードの4枚を捨てて、Q♥ を得た（残り3枚は不明だが、状況からクラブかスペードの低位札と思われる）。ところが敵はアルシップが捨てた以外のすべてのダイヤを持っており（A♦ J♦ 10♦ 9♦ 8♦ 7♦ 6♦ の7枚）、長いダイヤのリードにアルシップはまったく勝つことができなかった。次に敵はスペードを4枚持っており、スペードを捨ててしまったアルシップには同じく対抗できなかった。アルシップは最後のA♣に期待して、ハートを捨てていったが、最後のリードで敵が出したのはあろうことか6♥であり、結局1トリックも取れずにカポが成立したためアルシップは負けてしまった。
手役については書かれていないが、状況から敵は7枚のダイヤで7点を得、また J♦-10♦-9♦-8♦-7♦-6♦ の6枚のシーケンスで16点を得たと思われる。
プレイそのものによって得られる点数は10以上のリードによって3-6点のいずれかになっていたはずで、最後のトリックにハートを残しておきさえすれば、全部足しても30に達することはないはずだった。